# Alfred Felber
Alfred Felber (19 settembre 1886 – Ginevra, 10 aprile 1967) è stato un canottiere svizzero, vincitore di due medaglie nel canottaggio ai Giochi olimpici.

## Palmarès
| Anno | Manifestazione  | Sede    | Evento  | Risultato |
| ---- | --------------- | ------- | ------- | --------- |
| 1920 | Giochi olimpici | Anversa | Due con | Bronzo    |
| 1924 | Giochi olimpici | Parigi  | Due con | Oro       |